# El regreso de Beorhtnoth, hijo de Beorhthelm
«El regreso de Beorhtnoth, hijo de Beorhthelm» (título original en inglés: «The Homecoming of Beorhtnoth Beorhthelm's Son») es un trabajo de J. R. R. Tolkien, publicado originalmente en 1953 en el volumen 6 de la revista de lingüística Essays and Studies by Members of the English Association, aunque estaba escrito desde 1945. Es un trabajo de ficción histórica, inspirado en el poema en inglés antiguo La batalla de Maldon. Está escrito en verso aliterativo, pero además es una obra de teatro, fundamentalmente un diálogo entre dos personajes tras la batalla de Maldon. La obra se publicó acompañada de dos ensayos del mismo autor, uno como prólogo y otro tras el trabajo principal:
- «La muerte de Beorhtnoth» («The Death of Beorhtnoth»): un ensayo introductorio sobre la batalla y el fragmento en inglés antiguo que inspiró a Tolkien.
- «El regreso de Beorhtnoth, hijo de Beorhthelm» («The Homecoming of Beorhtnoth Beorhthelm's Son»): la propia obra.
- «Ofermod»: un ensayo que sigue a la obra principal, en el que se trata el significado de la palabra en inglés antiguo «ofermōde».

«El regreso de Beorhtnoth, hijo de Beorhthelm» es un trabajo notable y oscuro de Tolkien, que demuestra su habilidad para recrear la belleza aliterada del inglés antiguo, aunque al mismo tiempo desviándose de su estilo en formas decididamente modernas.
Desde su publicación original se ha reeditado en varias colecciones de trabajos de Tolkien, incluyendo un audiolibro en el que el mismo autor recita el poema, y su hijo Christopher lee los ensayos.